# Julius Firt
Julius Firt, původně Julius Fürth (17. listopadu 1897 Sestrouň u Sedlčan – 27. května 1979 Mnichov), byl český a československý politik, člen Československé strany národně socialistické, za kterou byl po válce poslancem Prozatímního a Ústavodárného Národního shromáždění, později exilový politik a kulturní pracovník.

## Biografie
Vystudoval na plzeňském gymnáziu, absolvoval jednoroční obchodní školu v Praze. Pracoval nejprve v bance, později jako úředník lihovaru v Plzni. Po roce 1929 spoluřídil nakladatelství Borový.
Roku 1936 byl jmenován generálním ředitelem vydavatelského koncernu Lidové noviny Jaroslava Stránského, roku 1939 emigroval přes Polsko do Anglie, během emigrace byl přednostou informační správy Československého národního výboru v Paříži, poté i členem Státní rady Československé. Po válce byl od roku 1945 do roku 1948 ředitelem nakladatelství Melantrich.
Po osvobození se vrátil do ČSR a byl významným politikem národně socialistické strany. Působil jako jednatel jejího předsednictva. V roce 1946 se podílel na prosazení Vladimíra Krajiny na post generálního tajemníka strany.
V letech 1945–1946 byl poslancem Prozatímního Národního shromáždění za národní socialisty. V lednu 1946 mu úředně byla povolena změna příjmení z Fürth na Firt. Mandát obhájil v parlamentních volbách v roce 1946 a stal se poslancem Ústavodárného Národního shromáždění, kde zasedal do parlamentních voleb v roce 1948.
Po únorovém převratu v roce 1948 odešel do Francie, Anglie a USA, později se stal zástupcem šéfredaktora v redakci rádia Svobodná Evropa v New Yorku. Podílel se na činnosti exilové národně socialistické strany. Byl členem Rady svobodného Československa, v níž byl členem jejího výboru. V roce 1992 mu byl in memoriam udělen Řád Tomáše Garrigua Masaryka III. stupně.

## Dílo
- Politická historie lihu; 1932, František Borový
- Knihy a osudy; 1972, Index; 1991, Atlantis, ISBN 80-7108-015-2
- Záznamy (ze starých deníků); 1985, Index (zápisy o letech 1938–1945 v britském exilu a o únoru 1948, text datován 1971)

V Památníku národního písemnictví se nachází jeho pozůstalost, jež obsahuje i nepublikované vzpomínky na léta 1938–1945.